# Primera Nació Canupawakpa Dakota
La Primera Nació Canupawakpa Dakota (dakota Čanupawakpa Dakhóta Oyáte) es troba a la reserva Oak Lake - 59A (una parcel·la de terra més petita i no desenvolupada 59B està situada al Nord de la 59A vora Scarth (Manitoba)).
La llengua de la Primera Nació és el dakota (un dialecte sioux) i que està afiliada a la Nació Dakota Great Buffalo.
La comunitat té un alt nivell de retenció cultural i lingüística i té llaços molt forts amb altres properes Primeres Nacions Dakota, com la Primera Nació Birdtail Sioux, Primera Nació Dakota Plains, i Primera Nació Sioux Valley. Té una població total de 670 habitants (2014), dels quals 290 viuen a la reserva, d'uns 10,5 km² i que està envoltada pel Municipi Rural de Pipestone.
Canupawakpa, com totes les reserves Dakota del Canadà, no han signat cap tractat amb el govern del Canadà.